# Guigues Ier d'Albon
Pour les articles homonymes, voir Guigues Ier et Guigues.
Guigues Ier d'Albon dit le Vieux, né vers 995-1000 et mort entre le 22 avril 1060-1075 à Cluny, est comte en Oisans, Grésivaudan (vallée de l'Isère) et en Briançonnais, ainsi que dans la vallée d’Oulx en Piémont. Issu de la parentèle des Guigonides, il est l'auteur du lignage des comtes d'Albon futurs Dauphins de Viennois. Premier à porter le titre de comes (v. 1034-1035), le titre de comte d'Albon n'est porté par son fils qu'à partir de 1079.

## Surnom et numéro
Guigues ou Guigue — que l'on trouve dans la documentation sous la forme latine Wigo, ainsi que Guigo — n'est pas associé à un cognomen. Les historiens le désignent sous la forme Guigues le Vieux, en raison de la présence des surnoms « senex, senior, vetus, vetulus » dans la documentation, dès l'année 1030,. L'abbé Trepier (1863) considérait que ce surnom ne renvoyait pas à l'origine à son âge.
Il est numéroté [I] dans la mesure où il est le premier de la parentèle des Guigonides à porter le titre de comte. Toutefois, il est le troisième si l'on prend la filiation, puisqu'il est le fils de Guigues II († av. 1009) et le petit-fils de Guigues I († apr. 996),.

## Biographie

### Origines
Guigues serait né, selon le site Internet de généalogie Foundation for Medieval Genealogy - Medieval Lands (FMG - MedLands) aux environs de la période entre 995 et l'an 1000. Il est le fils d'un Guigues II († av. 1009) et de Gotelana (Gotelène, Gotelinde). La base pour Europäische Stammtafeln suggérant que Gotelana était "de Clérieux" n'a pas encore été trouvée. Pour Chantal Mazard, Conservateur en chef du patrimoine, chargée des publications auprès du directeur de la culture et du patrimoine du Conseil général de l'Isère, elle serait la fille du seigneur de Clérieu, noble de la région de Romans, dont la famille même est liée à celle des comtes de Valentinois. Le médiéviste Benjamin Oury note qu'elle est aussi la tante de Léger, archevêque de Vienne, ce qui rajoute un lien prestigieux avec l'église locale. C'est une alliance matrimoniale intéressante, car les terres des Clérieu et des comtes de Valentinois sont limitrophes de celles des comtes dꞌAlbon, cela renforce donc leur emprise sur cette région rhodanienne au sud de Vienne. C'est sans doute par ce mariage que la famille d'Albon acquiert le château de Clérieux.
Selon les généalogies proposées par le médiéviste Laurent Ripart ou le site de généalogie FMG - MedLands, il a pour frère Humbert († 1037), évêque de Valence, et Guillaume († v. 1012),.
Par ailleurs, plusieurs études généalogiques des Guigues ont été effectuées par différents historiens étudiant les cartulaires, la première réalisée par Alfred de Terrebasse (1801-1871) fait remonter le premier comte Guigues à un comte de Vienne en août 912, Vego (Vigo), qui donne à l'église dédiée au St-Sauveur et à St-Maurice, dont Alexandre est archevêque, des biens situés à Estressin, au comté de Vienne. Souscrivent le comte Boson, le vicomte de Vienne Ratburne. L'auteur établit ensuite une généalogie de la Maison d'Albon qui ne détermine pas la date naissance de Guigues mais lui donne pour ancêtre au XIe siècle un Guigues IV, décédé avant 1034, frère de l'évêque Humbert de Valence, marié avec Gotelenne, cité dans un acte de 1027 à Rome avec son frère Humbert lors du sacre du roi Conrad II le Salique et confirmant des donations de biens en Champsaur de son ancêtre dit Major au pape Jean XIX ; mais cet acte apparaît comme falsifié de même que l'original de la donation de 940. Il dénomme ainsi Guigues V senex (Guigues Ier d'Albon) marié avec Adélaïde ; par ailleurs l'auteur s'étonne de l'acte de 1052 où celui-ci, pour la rémission de ses méfaits, est cité moine par anticipation, estimant son retrait monacal vers 1063, proche de la date de son décès d'après les bénédictins.
Georges de Manteyer publie, en 1925, les origines des comtes d’Albon du Dauphiné de Viennois d'après une succession de Guigues, précédée elle-même d'une série de Rostaing provenant de la localité de Vion au IXe siècle. L'un de ces Rostaing, cédant deux églises du Viennois à Archambaud, comte de Vienne en 844 est cité comme l'ancêtre du premier comte Guigues cité précédemment en 912. La numérotation des Guigues est ensuite différente puisque Guigues Ier d'Albon marié avec Aaleldis en 1012/1013 dans une charte de Cluny devient Guigues VI et décède selon l'auteur un 22 avril 1060/1070 selon la nécrologie de Saint-Robert de Cornillon fondé par son fils.
Plus récemment des auteurs se sont penchés sur ces hypothèses avec des résultats divers : ainsi Pierre-Yves Laffont en 2009 va dans le sens de Georges de Manteyer en établissant un lien entre les Rostaing de Vion et les Guigonides. Chantal Mazard en 1999 note que cette origine plausible n'est pas encore prouvée, d'autant que les comtes dꞌAlbon ne possèdent, plus tard, aucune terre en Vivarais ni le château de Vion, même si le site d'Albon est géographiquement proche de Vion, de même que ceux de Saint-Donat et du château de Moras en Valloire cédé en moitié en 1009 par le roi Rodolphe à Humbert, évêque de Grenoble, à sa mère Fréburgie, à ses neveux Humbert, Guigues III (Guigues Ier d'Albon) et Guillaume, fils de Guigues II (l'ancien Wigo) de la terre du roi Conrad III.

### Comte en Graisivaudan et Briançonnais
Concernant le titre comtal, les auteurs les plus récents relèvent que le titre de comte d'Albon n'a été porté qu'en 1079 soit vraisemblablement à partir du fils de Guigues Ier d'Albon, Guigues II d'Albon, ou plus précisément comme le note Laurent Ripart, comme « comte du château d’Albon », qui par ailleurs cède celui-ci à sa fiancée Agnès (Inès) de Barcelone en 1070.
En 1023, le comté de Vienne est concédé à l'archevêque de Vienne par Rodolphe III de Bourgogne. À son décès en 1032, le pouvoir est ecclésiastique, au sein de Saint-Empire romain germanique, et les archevêques de Vienne Burchard/Brochard puis Léger permirent sans inféodation véritable, l'extension comtale sous les règnes de Conrad II et de son fils Henri III. Celle des Guigonides se fit par l'usage de la force et par d'habiles alliances matrimoniales qui accrurent sensiblement leur territoire : Guigues Ier d'Albon (appelé aussi Guigues le Vieux) s'instituant prince de la province de Grenoble avec son fils Guigues II (le Gras) en 1052, qui, pour la rémission de ses méfaits, donne au monastère de St-Pierre hors les murs de Vienne et à l'église de Vienne, puis se fit moine.
Selon Georges de Manteyer, comme pour Laurent Ripart, si un acte du 27 février 1016 concernant des possessions à Moirans porte, parmi les souscriptions, la signature d'un comte Guigues, cette signature n'a pu être apposée que plus tard, ce Guigues est indiqué comme étant le frère d'un Humbert, en l’occurrence l'évêque Humbert, arrivé à l'évêché de Valence après 1025.
Encore en 1027, Guigues Ier d'Albon ne porte pas le titre de comte,. En revanche la charte de 1034, dans laquelle il est simplement qualifié d'illustrissimus vir (Cartulaires de l’église cathédrale de Grenoble), donne en fait le titre comtal des Guigonides.
Guigues Ier d'Albon s'implante solidement dans ses nouveaux domaines et les étend.
On le découvre propriétaire en Champsaur (1027), en Oisans avec le titre de comte (1035), Grésivaudan (vers 1050), Briançonnais (vers 1053). Dès 1035, la dignité comtale lui est toujours associée.
En 1058, il acquiert des territoires au Monêtier de-Briançon et à Oulx afin de relier des territoires rhodaniens au fief alpin en maîtrisant les régions intermédiaires, et de favoriser la circulation par le Mont-Genèvre qui restait l'axe principal avec le col du Grand-Saint-Bernard au XIe siècle.
Outre le Briançonnais, Guigues le Vieux, détient à cette époque, au-delà du Montgenèvre et un peu avant Suse, une partie de la vallée du Cluson avec des droits sur Césane, Salbertrand et Exilles. L'extension d'influence des comtes d'Albon dans la région correspond à celle de la Prévôté de Saint Laurent d'Oulx fondée vers 1050, puis dotée de nombreux prieurés dans la vallée du Cluson, en Briançonnais et en Oisans. Dès les origines, cette abbaye se voit octroyer par les comtes d'importants privilèges.
Les comtes d'Albon ont à Briançon un châtelain en 1063, et un tribunal en 1096.
Guigues Ier d'Albon est cité comme fils de Gotelène avec son neveu Humbert dans une charte de Cluny datée de 1070.
On ne sait pas comment les Guigues ont pris possession de ces terres, mais leur puissance naissante leur permet déjà d'imposer des membres de leur famille comme évêque, et donc d'accaparer et d'aliéner les biens d'église à leur profit : l'oncle de Guigues, Humbert Ier, est évêque de Grenoble et succède à l'évêque Isarn. L’épiscopat passera ensuite à un cousin, Mallen. On l'a vu son frère Humbert est nommé évêque de Valence (1028-1037).
Tout au long du XIe siècle, c’est toujours le fils aîné, prénommé Humbert, qui est voué à devenir évêque ; le second fils, toujours prénommé Guigues, est lui destiné à hériter des biens laïcs. Mallen, élu sur le siège épiscopal de Grenoble, qui possède un pouvoir de type princier, est selon un de ses successeurs, en l’occurrence saint Hugues de Châteauneuf dans son cartulaire de Grenoble, celui qui a systématisé le transfert des biens d'Église vers son cousin Guigues.
Les autres seigneurs laïcs ne semblent pas en mesure de s'opposer à la politique d’expansion de Guigues.

### Mort
À la fin de sa vie, Guigues se retire en Bourgogne, à Cluny.
À son décès, son titre est celui de comte en Grésivaudan. L'année précise de sa mort n'est pas connue. Le site de l'Atelier des Dauphins donne l'année 1070. Le site FMG - MedLands donne pour lieu Cluny et la date du 22 avril, de même que Georges de Manteyer, mais hésitant entre 1060/1070 et les années 1074 ou 1075. Enfin, selon un acte du Regeste dauphinois, reprenant le Martyrologe de St-Maurice de Vienne repris également par les historiens, il serait mort le 22 avril 1075.

## Famille

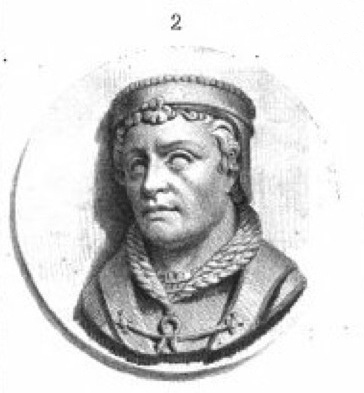
Guigues II d'Albon, fils de Guigues Ier d'Albon, par Alexandre Debelle (1805-1897).

Guigues d'Albon épouse, vers 1012/1013, Aaleldis, Adelsindis, Adalsendis ou Adelaïde,,. Une tradition (Manteyer) ou le Europäische Stammtafeln) indique qu'il pourrait s'agir d'Adélaïde de Turin, peut-être la fille du comte Humbert, mais cette hypothèse ne repose sur aucun acte connu.
Ils ont deux fils :
- Humbert, l'aîné, évêque de Grenoble (mentionné en 1035) ;
- Guigues, qui succède à son père et connu sous le nom de Guigues II.

### Regeste dauphinois(1912)
1. ↑  Regeste dauphinois, p. 150, Tome 1, Fascicules 1-3, Acte no 881 (lire en ligne).
2. ↑  Regeste dauphinois, p. 174, Tome 1, Fascicules 1-3, Acte no 1022 (lire en ligne).
3. ↑  Regeste dauphinois, p. 285, Tome 1, Fascicules 1-3, Acte no 1698 (lire en ligne).
4. 1 2 3  Regeste dauphinois, p. 321, Tome 1, Fascicules 1-3, Acte no 1899 (lire en ligne).
5. 1 2  Regeste dauphinois, p. 271, Tome 1, Fascicules 1-3, Acte no 1630 (lire en ligne).
6. ↑  Regeste dauphinois, p. 265, Tome 1, Fascicules 1-3, Acte no 1591 (lire en ligne).
7. ↑  Regeste dauphinois, p. 379, Tome 1, Fascicules 1-3, Acte no 2197 (lire en ligne).
8. ↑  Regeste dauphinois, p. 355, Tome 1, Fascicules 1-3, Acte no 2066 (lire en ligne).
9. ↑  Regeste dauphinois, p. 332, Tome 1, Fascicules 1-3, Acte no 1946 (lire en ligne).
10. ↑  Regeste dauphinois, p. 332, Tome 1, Fascicules 1-3, Acte no 1944 (lire en ligne).
11. ↑  Regeste dauphinois, p. 354, Tome 1, Fascicules 1-3, Acte no 2060 (lire en ligne).
12. ↑  Regeste dauphinois, p. 267, Tome 1, Fascicules 1-3, Acte no 2128 (lire en ligne).

### Autres références
1. ↑  Bernard Bligny, « Note sur l'origine et la signification du terme « dauphin » (de Viennois) », dans Marcel Durliat, Le monde animal et ses représentations iconographiques du XIe au XVe siècle, coll. « Actes des congrès de la Société des historiens médiévistes de l'enseignement supérieur public », 1984 (lire en ligne), p. 155-156.
2. 1 2  Abbé François Trepier, Notes et observations sur l'origine de la domination des comtes Guigues à Grenoble et dans le Graisivaudan et sur la valeur historique des cartulaires de Saint-Hugues, Grenoble, Imprimerie Prudhomme - Bulletin de l'Académie delphinale, 1863, 135 p. (lire en ligne), 63-64[passage promotionnel].
3. ↑  Auguste Prudhomme, « De l'origine et du sens des mots Dauphin et Dauphiné et de leur rapport avec l'emblème du dauphin en Dauphiné, en Auvergne et en Forez », Bibliothèque de l'École des chartes, no tome 54,‎ 1893, p. 429-456 (lire en ligne).
4. 1 2 3 4  Benjamin Oury, Exploitation minière et implantation castrale en Dauphiné médiéval (Xe – XVe siècles). Surveiller, organiser et prélever la production minière, Paris, Université de recherche Paris Sciences et Lettres, 14 mars 2018, 766 p. (lire en ligne).
5. 1 2 3 4 5 6 7 8 9  Laurent Ripart, « Du royaume aux principautés : Savoie-Dauphiné, Xe – XIe siècles », dans Christian Guilleré, Jean-Michel Poisson, Laurent Ripart, Cyrille Ducourthial, Le royaume de Bourgogne autour de l'an mil (lire en ligne), p. 247-276.
6. 1 2 3 4 5 6  (en) Charles Cawley, « Guigues I », sur Foundation for Medieval Genealogy - Medieval Lands (consulté en avril 2020).
7. 1 2 3  Chantal Mazard, À l'origine d'une principauté médiévale : le Dauphiné, Xe – XIe siècle. Le temps des châteaux et des seigneurs, Grenoble, Presses universitaires de Grenoble, coll. « La Pierre et l'écrit », 1999, 207 p. (ISBN 978-2-7061-0858-7), p. 7-35.
8. ↑  Alfred de Terrebasse, Œuvres Posthumes de A. de Terrebase. Notice historique et critique sur les Dauphins de Viennois, Vienne, E.-J. Savigné, 1875, 139 p. (lire en ligne).
9. 1 2  Georges de Manteyer, Les origines du Dauphiné de Viennois. La première race des comtes d'Albon (843-1228), Bulletin de la Société d’études des Hautes-Alpes (no A.44,SER.5), 1925 (lire en ligne), p. 50-140.
10. ↑  Ulysse Chevalier (acte 57), Description analytique du cartulaire du chapitre de Saint-Maurice de Vienne... ; et Chronique inédite des évêques de Valence et de Die, t. II, Valence, Collection : Collection de cartulaires dauphinois, 1891 (lire en ligne), p. 23.
11. ↑  Pierre-Yves Laffont, Châteaux du Vivarais. Pouvoirs et peuplement en France méridionale du haut Moyen Âge au XIIIe siècle, Rennes, PUR (collection “ Archéologie et culture ”), 2009, 340 p. (ISBN 978-2-7535-0925-2), p. 121.
12. ↑  Gérard Giordanengo, Le droit féodal dans les pays de droit écrit. L'exemple de la Provence et du Dauphiné. XIIe - début XIVe siècle, Rome, École française de Rome, coll. « Bibliothèque des Écoles françaises d'Athènes et de Rome », 1988, 372 p. (ISBN 2-7283-0154-9, lire en ligne), p. 21-22.
13. ↑  Georges de Manteyer, Les origines de la maison de Savoie en Bourgogne (910-1060), Mélanges d'archéologie et d'histoire, tome 19, 1899 (lire en ligne), p. 363-540.
14. ↑  Gérard Giordanengo, Le droit féodal dans les pays de droit écrit. L'exemple de la Provence et du Dauphiné. XIIe - début XIVe siècle, Rome, École française de Rome, coll. « Bibliothèque des Écoles françaises d'Athènes et de Rome », 1988, 372 p. (lire en ligne), p. 21-22.
15. ↑  Nicolas Payraud, Châteaux, espace et société en Dauphiné et en Savoie du milieu du XIIIe siècle à la fin du XVe siècle, Lyon, Université Lumière Lyon 2. École doctorale : Sciences Sociales. Histoire et archéologie des mondes chrétiens et musulmans médiévaux, 2009, 460 p..
16. 1 2  Pierre Vaillant, « Les origines d'une libre confédération de vallées : les habitants des communautés briançonnaises au XIIIe siècle », Bibliothèque de l'école des chartes,‎ 1967, p. 301-348 (lire en ligne).
17. ↑  Georges de Manteyer, Les origines du Dauphiné de Viennois : la première race des comtes d'Albon (843-1228), Gap, 1925, 105 p. (lire en ligne), p. 37-38.